# Municipio de Prairie (condado de Jackson)
El municipio de Prairie (en inglés: Prairie Township) es un municipio ubicado en el condado de Jackson en el estado estadounidense de Misuri. En el año 2010 tenía una población de 99433 habitantes y una densidad poblacional de 380,82 personas por km².

## Geografía
El municipio de Prairie se encuentra ubicado en las coordenadas 38°54′50″N 94°21′12″O / 38.91389, -94.35333. Según la Oficina del Censo de los Estados Unidos, el municipio tiene una superficie total de 261.1 km², de la cual 252.52 km² corresponden a tierra firme y (3.29%) 8.58 km² es agua.

## Demografía
Según el censo de 2010, había 99433 personas residiendo en el municipio de Prairie. La densidad de población era de 380,82 hab./km². De los 99433 habitantes, el municipio de Prairie estaba compuesto por el 86.49% blancos, el 8.09% eran afroamericanos, el 0.32% eran amerindios, el 1.59% eran asiáticos, el 0.12% eran isleños del Pacífico, el 1.05% eran de otras razas y el 2.35% pertenecían a dos o más razas. Del total de la población el 3.87% eran hispanos o latinos de cualquier raza.